# Cornelia Ruhkemper

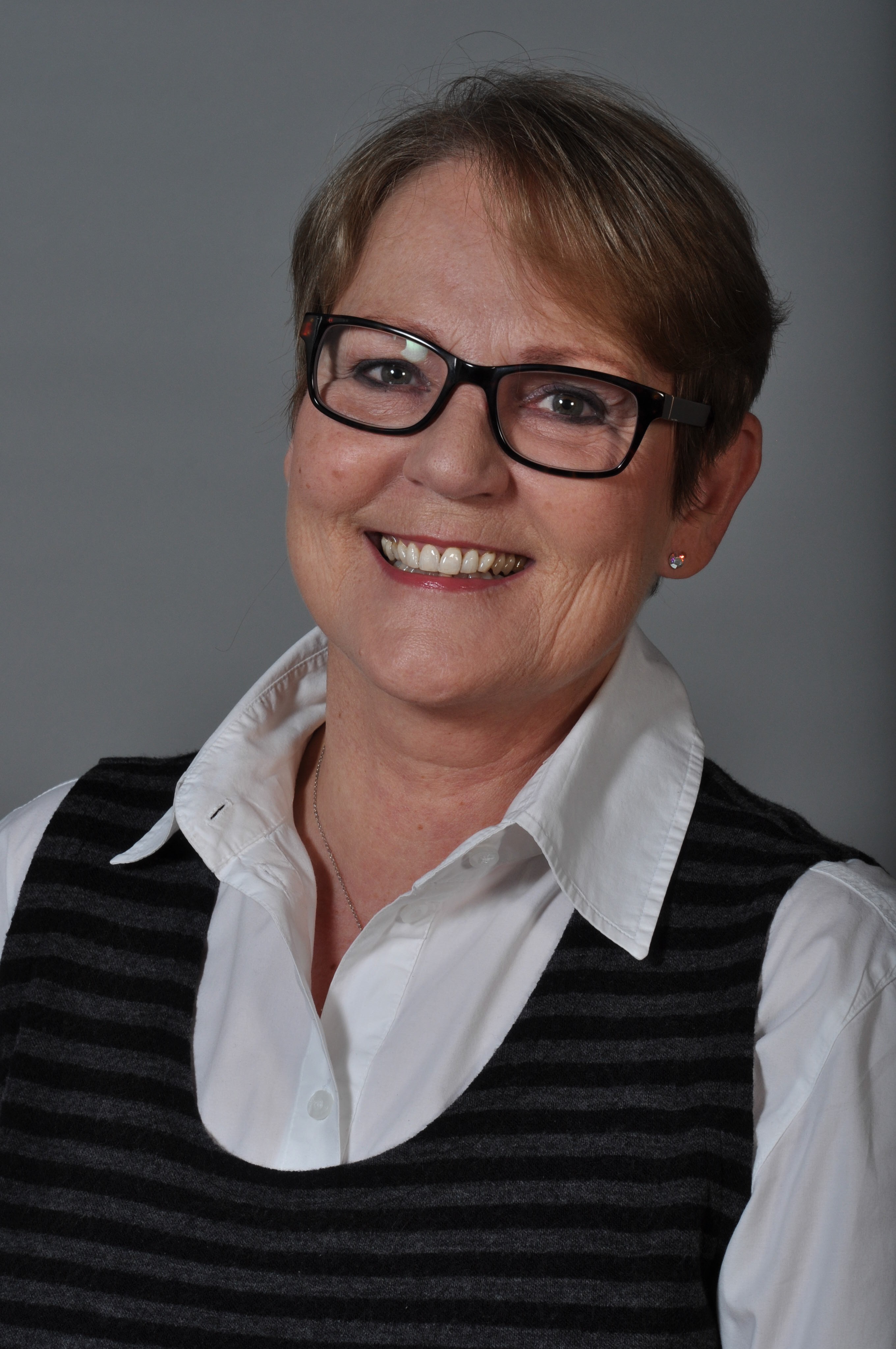
Cornelia Ruhkemper (2013)

Cornelia Ruhkemper (* 18. August 1954 in Bottrop) ist eine deutsche Politikerin (SPD). Sie war vom 8. Juni 2005 bis zum 30. Mai 2017 Abgeordnete des Landtags von Nordrhein-Westfalen.

## Leben
Ruhkemper absolvierte nach der Mittleren Reife in den Jahren 1971 bis 1973 eine Ausbildung zur Beamtin im mittleren Dienst bei der Bundeswehrverwaltung. Die Laufbahnprüfung bestand sie im Jahr 1973, anschließend war sie von Juli 1973 bis Juni 2005 als Sachbearbeiterin beim Kreiswehrersatzamt Düsseldorf tätig.

## Politik
Ruhkempers Mutter war bereits in der Kommunalpolitik aktiv, sie selbst ist seit dem Jahr 1976 Mitglied der SPD. Seit Anfang der 1990er Jahre ist sie stellvertretende Vorsitzende des Ortsvereins Bottrop-Stadtmitte. Seit Oktober 1994 ist sie Mitglied des Rates der Stadt Bottrop, wo sie seit Oktober 2004 stellvertretende Fraktionsvorsitzende ihrer Partei ist. In den Jahren 1999 bis 2004 war sie als ehrenamtliche Bürgermeisterin der Stadt Bottrop Vertreterin des Oberbürgermeisters Ernst Löchelt. Im Jahr 2005 wurde sie stellvertretende Vorsitzende des SPD-Unterbezirks Bottrop. Seit dem 8. Juni 2005 ist Ruhkemper Abgeordnete des Landtags von Nordrhein-Westfalen, wo sie als ordentliches Mitglied dem Petitionsausschuss und als Vizevorsitzende dem Ausschuss für Klimaschutz, Umwelt und Naturschutz, Landwirtschaft und Verbraucherschutz angehört. Beeinflusst wurde die Kandidatur dadurch, dass ihr Lebensgefährte Peter Noetzel erfolgreich zur Wahl des Oberbürgermeisters von Bottrop antrat. Sie folgte als Abgeordnete Klaus Strehl nach, der nicht wieder zur Wahl antrat.
Ruhkemper kandidierte bei der Landtagswahl 2017 nicht wieder.